# Coccoloba cristalensis
Coccoloba cristalensis är en slideväxtart som först beskrevs av Brother Alain, och fick sitt nu gällande namn av I.Castañeda. Coccoloba cristalensis ingår i släktet Coccoloba och familjen slideväxter. Inga underarter finns listade i Catalogue of Life.